# Amblypodia eridanus
Amblypodia eridanus är en fjärilsart som beskrevs av Felder 1860. Amblypodia eridanus ingår i släktet Amblypodia och familjen juvelvingar. Inga underarter finns listade i Catalogue of Life.